# Hypnotische Regression
Die hypnotische Regression ist eine Anwendung der Hypnose, bei der die Versuchsperson ein früheres Lebensalter oder ein früheres Leben nochmals durchlebt und die in dem entsprechenden Lebensalter wahrgenommenen Gefühle durchläuft. Damit ist sie ein Verfahren zur Analyse und Darstellung von Kindheitserlebnissen. 

## Hypnotisches Verfahren
Hier wird der Proband in eine mittlere bis tiefe Trance versetzt. In diesen Stadien soll es dem Therapeuten (bzw. dem Patienten) möglich sein, auf Kindheitserinnerungen zuzugreifen, die sich dem Bewusstsein des Probanden entziehen. Die dann gefundenen Vorstellungen („Erinnerungen“) können zur weiteren Verwendung in der Therapie dienen.
Diesem „Erinnern“ in Trance kann der Therapeut unterschiedliche Wahrheitskriterien zuweisen. Sie reichen von einem halbbewussten Inszenieren von teilweise nicht real erlebten Ereignissen bis hin zu einer Reaktualisierung angeblich tatsächlicher Kindheitserlebnisse mit den typischen altersbedingten Charakteristika. Dies können frühere Reflexe (Greif-, Saug-, Babinski-Reflex) sein wie auch die alterstypischen Formen des Denkens und der Objektbeziehungen sowie Pulsfrequenz oder Augenkoordination.
Angewendet wird dieses Verfahren in der Hypnotherapie oder in der Traumatherapie.

### Frage nach dem Wahrheitsgehalt der Erinnerung
Wenn ein Therapeut einen Klienten in eine Regression führt, dann steht für ihn die Frage nach dem Wahrheitsgehalt zunächst nicht zur Diskussion. Der Therapeut hat dabei primär die Aufgabe, die aufsteigenden Bilder und Gefühle zu fokussieren und den Klienten dabei zu unterstützen. Die Gefahr der Herausbildung einer False Memory besteht immer.
Die Hypnotische Regression wurde in den 1990er Jahren in den USA sehr häufig angewandt. Michael Yapko beschreibt in seinem Buch einige Fälle, in denen durch suggestive Fragen und unvorsichtiges Vorgehen der Therapeuten Bilder von sexuellem Missbrauch bei den Klienten suggeriert und viel zu schnell als Tatsache angenommen wurden. Die Frage, ob die in der Regression gesehenen Bilder auch der Wahrheit entsprechen, wurde oft nicht gestellt. Bevor die Klienten dazu ermutigt werden, ihre Familienmitglieder mit schweren Vorwürfen zu konfrontieren, muss die Wahrheitsfrage gestellt werden. Wenn den Angehörigen aufgrund einer Fehldiagnose der Vorwurf des sexuellen Missbrauchs gemacht wird, dann wird die Familienbeziehung extrem belastet und in vielen Fällen sogar völlig zerstört. Die Neurose des Klienten wird dann durch den Therapeuten noch weiter verstärkt.

## Anwendungsgebiete
Bei der Hypnotischen Regression ergeben sich Erinnerungen, die bereits aufgrund ihrer Inhalte Zweifel an der Methode wecken. So werden auch Rückholungen von Erinnerungen an eine vermeintliche Entführung durch Außerirdische eingesetzt. Bei einer Reinkarnationstherapie wird die Hypnotische Regression dazu verwendet, Bilder und Eindrücke von angeblichen früheren Reinkarnationen oder zukünftigen Leben ins Bewusstsein zu rufen. Wo bei diesen mit Hypnose und Suggestion herbeigeführten Erlebnissen Illusion und Realität liegen, ist unbestimmt. Es ist kein einziger Fall bekannt, in dem durch Hypnotische Regression bisher unbekannte Informationen übermittelt wurden. Keine einzige bisher durchgeführte Rückführung hat bislang eine unbekannte Sprache der Antike entschlüsselt oder einen Hinweis auf eine versunkene Stadt gegeben.